# Charinus pecki
Espèce
Charinus pecki est une espèce d'amblypyges de la famille des Charinidae.

## Distribution
Cette espèce est endémique de Nouvelle-Calédonie,. Elle se rencontre à Hienghène dans la grotte Taphozous.

## Description
La carapace du mâle décrit par Miranda, Giupponi, Prendini et Scharff en 2021 mesure 4,90 mm de long sur 7,20 mm et celle de la femelle 4,64 mm de long sur 6,48 mm.

## Étymologie
Cette espèce est nommée en l'honneur de Stewart B. Peck.

## Publication originale
- Weygoldt, 2006 : « New Caledonian whip spiders: notes on Charinus australianus, Charinus neocaledonicus and other south-western Pacific species of Charinus australianus species group (Chelicerata, Amblypygi, Charinidae). » Verhandlungen des Naturwissenschaftlichen Vereins in Hamburg, vol. 42, p. 5-37.